# استثنایی‌ها (فیلم ۲۰۰۰)
استثنایی‌ها (به انگلیسی: The Specials) فیلمی محصول سال ۲۰۰۰ و به کارگردانی کریگ مازن است. در این فیلم بازیگرانی همچون توماس هیدن چرچ، جیمز گان، راب لو، جیمی کندی، جودی گریر، شان گان، پجت بروستر، جردن لاد، جیم زولویچ، کلی کافیلد، تارین منینگ، جان دو، ملیسا جون هارت و مایکل وترلی ایفای نقش کرده‌اند.